# Acritodes repentinus
Acritodes repentinus är en skalbaggsart som först beskrevs av Thérond 1959.  Acritodes repentinus ingår i släktet Acritodes och familjen stumpbaggar. Inga underarter finns listade i Catalogue of Life.